# تریوجیو
تریوجیو (به ایتالیایی: Triuggio) یک کومونه در ایتالیا است که در استان مونتزا و بریانتزا واقع شده‌است.

## خصوصیات
تریوجیو ۸٫۳۸ کیلومترمربع مساحت و ۸٬۱۵۰ نفر جمعیت دارد و ۲۳۱ متر بالاتر از سطح دریا واقع شده‌است.